# Saqr bin Zayed Al Nahyan
Saqr bin Zayed Al Nahyan (1887 – 1º gennaio 1928) è stato emiro di Abu Dhabi dal 1926 al 1928.

## Biografia
Saqr era il fratellastro di Sultan II che assassinò per diventare lui stesso sovrano. Era lo zio di Shakhbut II bin Sultan e Zayed bin Sultan, due suoi successori.
Il 1º gennaio 1928 fu vittima di un attentato ordito da Zayed I bin Khalifa Al Nahyan e da membri della sezione Al-Bu Shaar della tribù Manasir. Inizialmente fallirono ma in seguito gli Al-Bu Shaar lo raggiunsero e lo uccisero.